# Festuca pamirica
Festuca pamirica är en gräsart som beskrevs av Nikolai Nikolaievich Tzvelev. Festuca pamirica ingår i släktet svinglar, och familjen gräs. Inga underarter finns listade i Catalogue of Life.